# Al-Azraq
al-Azraq (arabiska: الأزرق) är en ort i Jordanien. Den ligger i provinsen az-Zarqa, i den norra delen av landet, 80 km öster om huvudstaden Amman. al-Azraq ligger 516 meter över havet och antalet invånare är 14 800.
al-Azraq ligger i distriktet Qasabat az-Zarqa och är huvudort i underdistriktet al-Azraq.